# Juan Carlos Ortega
Juan Carlos Ortega Orozco (* 19. März 1967 in Atotonilco el Alto, Jalisco) ist ein ehemaliger mexikanischer Fußballspieler, der meistens in der Verteidigung und gelegentlich im Mittelfeld eingesetzt wurde. Nach seiner aktiven Laufbahn arbeitete Ortega zeitweise als Trainer.

## Leben

### Spieler
Sein erstes Spiel in der mexikanischen Primera División bestritt Ortega am 13. September 1987 im Auswärtsspiel des CD Guadalajara beim CD Irapuato, das mit 3:0 gewonnen wurde. Ortega, der in der 52. Minute beim Stand von 0:0 eingewechselt worden war, gab die Vorlage zum vorentscheidenden 2:0 durch Omar Arellano in der 86. Minute. In der Rückrunde erzielte Ortega am 6. Februar 1988 im Heimspiel gegen denselben Gegner sein erstes Erstligator per Kopf in der 89. Minute zum 3:0-Endstand. 
Nach zwei Spielzeiten bei den Chivas Rayadas wechselte Ortega vor der Saison 1989/90 zum Stadtrivalen Universidad de Guadalajara, bei dem er bis zur Saison 1992/93 unter Vertrag stand. Anschließend spielte er mehrere Jahre für die Tigres de la UANL und zwischenzeitlich für eine Saison (1995/96) beim Club León. 

### Trainer
Nach dem Ende seiner aktiven Laufbahn arbeitete Ortega mehrere Jahre im Trainerstab seines Exvereins Chivas Guadalajara und betreute die erste Mannschaft als Interimstrainer für zwei Spiele in der Apertura 2005, wo er im Auswärtsspiel bei seinem Exverein Tigres am 20. August 2005 ein 1:1 erzielte und sich am 24. August 2005 über einen 1:0-Heimsieg gegen die Dorados de Sinaloa freuen durfte. 